# Chennai City Football Club
El Chennai City Football Club fue un club de fútbol profesional indio con sede en Coimbatore, Tamil Nadu. Chennai City compitió como miembro de la I-League, la segunda liga de fútbol más importante de la India. El club fue establecido en 1946 como Nethaji Sports Club por cinco amigos. El club ha pasado la gran mayoría de su historia compitiendo en los torneos locales del estado y de la ciudad, pero entró en la etapa nacional en 2016. El 11 de diciembre de 2016, el equipo estuvo otorgado un sitio de entrada directa a la I-League para la temporada 2016–17.

## Historia
El club fue fundado en 1946 como Nethaji Sports Club por cinco amigos, SV Kanagasabai, E Vadivelu, TR Govindarajan, PV Chellappa y K Ekambaram. El 11 de diciembre de 2016, el club fue aceptado como club de entrada directa para la I-League 2016–17 y se convirtió en el segundo club de Tamil Nadu en jugar en la primera división después del equipo de Indian Bank en la National Football League.
El 3 de marzo de 2023 el dueño del club Rohit Ramesh anunció oficialmente que la licencia de competición del Chennai City FC había sido transferida. Los dueños se declararon  "fuera de todas las actividades futbolísticas,"  mientras mantuvieron el nombre, derechos y logo del club. Cuando la licencia fue transferida, el club anunció que reiniciarían sus actividades deportivas en las divisiones más bajas del país, algo que todavía no ha ocurrido. Desde 2016 hasta 2023 el club estuvo en manos del SkaSports Investments Private Limited, compañía que en agosto de 2023 se asociaría con el club de la Cambodian Premier League Angkor Tiger.

## Palmarés
- I-League: 1

2018/19

## Participación en competiciones de la AFC
| Temporada | Torneo               | Ronda         | Club              | Casa | Visita | Global |
| --------- | -------------------- | ------------- | ----------------- | ---- | ------ | ------ |
| 2020      | AFC Champions League | 1ª Preliminar | Riffa             | 0–1  |        | 0–1    |
| 2020      | AFC Cup              | Grupo E       | Maziya S&RC       | 2–2  | –      | w.o.   |
| 2020      | AFC Cup              | Grupo E       | TC Sports         | –    | –      | w.o.   |
| 2020      | AFC Cup              | Grupo E       | Bashundhara Kings | –    | –      | w.o.   |

## Entrenadores
- Robin Charles Raja (diciembre de 2016-febrero de 2017)[11][12]
- Andrew Oakley (interino- febrero de 2017)[12]
- V Soundararajan (febrero de 2017-2018)[13]
- Akbar Nawas (marzo de 2018-presente)[14][1]